# Borneo

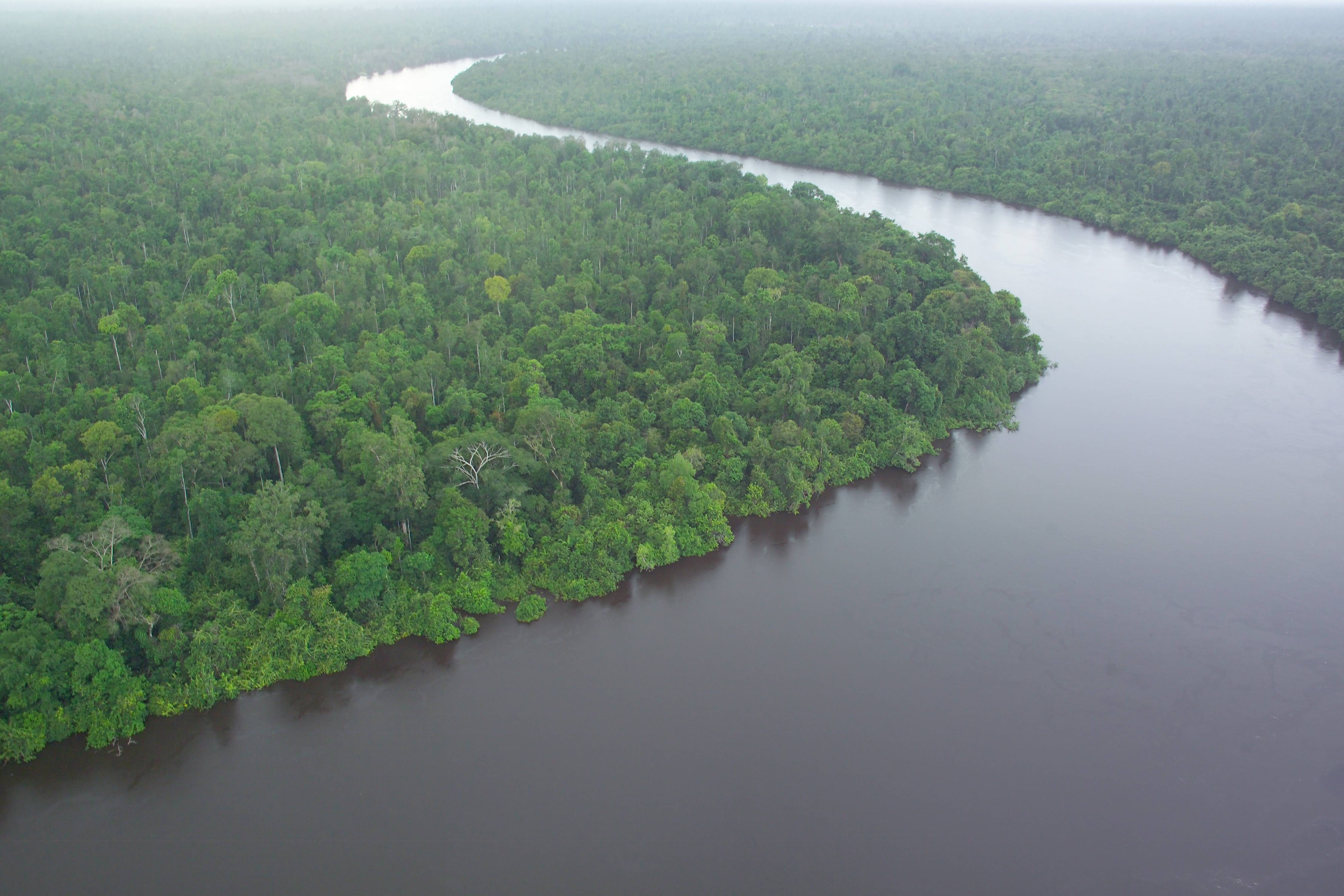
Tropický deštný les na Borneu

Borneo (indonésky Kalimantan) je největší ostrov Velkých Sund a s rozlohou 737 000 km² (bez menších okolních ostrovů) třetí největší ostrov na Zemi. Nachází se v jihovýchodní Asii mezi Indickým oceánem a Tichým oceánem. Na Borneu se rozkládal většinou deštný prales, jenž údajně patří k nejstarším deštným lesům na světě a který je v současnosti velice ohrožen rychlou deforestací. Je to domov mnoha druhů živočichů i rostlin. Nejvyšší hora Bornea se jmenuje Gunung Kinabalu a dosahuje nadmořské výšky 4095 m n. m. Na Borneu je také druhý největší jeskynní sál na světě (Sarawacká síň).

## Politické členění a geografie
Politicky je rozdělený na Indonésii (Jižní, Severní, Střední, Východní a Západní Kalimantan), Malajsii (Sarawak, Sabah) a Brunej. Je jediným ostrovem v moderní době, který patří třem státům (ve středověku bylo takových případů více, např. na Sardinii existovalo pět nezávislých království zvaných judicadus). Spornou výjimkou je Kypr, kde kromě Kyperské republiky leží také mezinárodně neuznávaná Severokyperská turecká republika a britské suverénní vojenské základny Akrotiri a Dekelia.
Město Martapura je proslulé po celé jihovýchodní Asii svým trhem s diamanty, drahými kameny a zlatem.

## Demografie
Ve vnitrozemí ostrova žijí domorodí Dajákové, kteří byli ještě na začátku 20. století obávanými lovci lebek. Na pobřeží žijí muslimští Malajci a také etničtí Číňané, kteří tvoří 29% populace Sarawaku a 18% obyvatel Západního Kalimantanu. V rámci vládního programu transmigrace se do indonéské části Bornea přistěhovalo mnoho migrantů z přelidněné Jávy, což vedlo ke konfliktům s Dajáky.

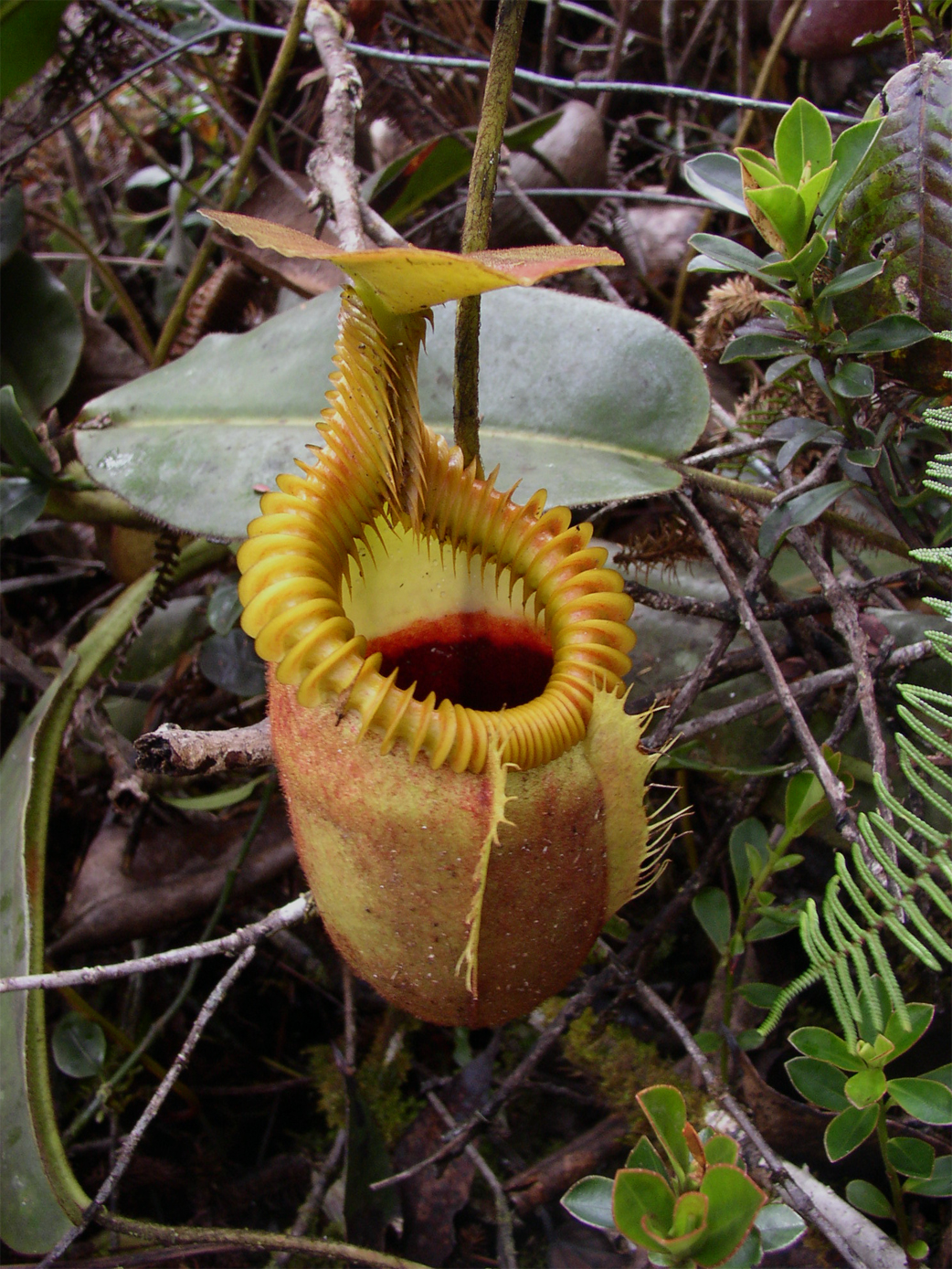
Láčkovka Nepenthes villosa, endemit národního parku Kinabalu

## Ekologie
Horniny tvořící Borneo jsou pouze 200 miliónů let staré. Severní a východní část Bornea byla před 30 milióny let ještě pod vodou. Ostrov je nyní pokrytý deštným pralesem, kde rostou endemické rostliny. Pro tvrzení, že je prales více než 100 miliónů let starý, není zdroj. Takové tvrzení je spíše zavádějící. V turonu i oligocénu zde patrně nebyly podmínky pro vznik deštného lesa. Také například při posledním maximu doby ledové bylo Borneo součástí kontinentu. Před několika tisíci lety tak jej zaplevelili i migrující lidé.
Roste zde více než 15 000 druhů vyšších rostlin, z čeho je 3000 druhů stromů. Žije zde 221 druhů suchozemských savců. Typickými představiteli místní fauny jsou slon indický bornejský (Elephas maximus borneensis), nosorožec sumaterský a orangutan bornejský (Pongo pygmaeus), kahau nosatý (Nasalis larvatus), levhart Diardův (Neofelis diardi), medvěd malajský (Helarctos malayanus), trogon šedoprsý (Harpactes whiteheadi), několik vzácných ptačích druhů, dlouhoocasí makaci a také četné druhy motýlů.

## Názvy
- Název Borneo je portugalským zkomolením názvu Brum.
- Indonéský název zní Kalimantan. Zejména v Indonésii je ostrov označován výhradně tímto jménem. Někdy označuje pojem Kalimantan pouze část ostrova, která je pod správou Indonésie.